# 마쓰다이라 모리오

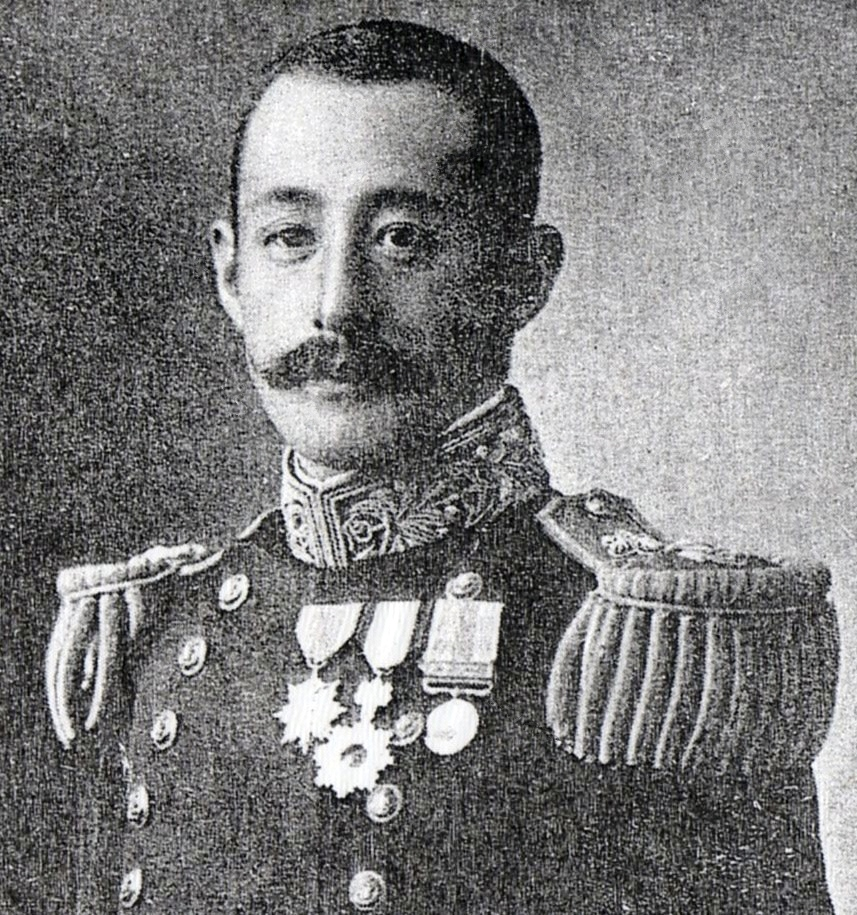
대위 시절의 마쓰다이라 모리오

마쓰다이라 모리오(松平保男)는 일본 제국의 해군군인, 정치인이며 최종계급은 해군 소장이다. 귀족원 자작 의원. 양녀는 야스히토 친왕비 세쓰코로 모리오의 형 마쓰다이라 쓰네오의 친딸(장녀)이다.
형 마쓰다이라 가타하루의 양자가 되어 가타하루 사후 자작위를 습작하였다.
1928년(쇼와 3년)에 다이쇼 천황의 차남 지치부노미야 야스히토 친왕과 양녀 세쓰코의 혼례가 거행되었다. 이 혼인은 역적의 오명을 썼던 아이즈번의 명예가 회복된 것을 의미한다. 특히 1928년은 메이지 유신 60주년이기도 했지만 신센구미 시말기, 히라오 미치오의 「신센구미사녹」이 간행되어 60년전 보신 전쟁 이래로 역적으로 여겨졌던 신센구미가 대중 매체에도 재평가되는 전환이 된 해였다.